# Yamila Zambrano
Yamila Zambrano Cuencha (ur. 18 sierpnia 1979) – kubańska judoczka. Olimpijka z Aten 2004, gdzie odpadła w eliminacjach w wadze ekstralekkiej.
Startowała w Pucharze Świata w 2004. Wygrała mistrzostwa panamerykańskie w 2004 roku.

## Letnie Igrzyska Olimpijskie 2004
| Konkurencja | Eliminacje            | Klas. końcowa |
| Konkurencja | Przeciwnik I          | Miejsce       |
| ----------- | --------------------- | ------------- |
| 48 kg       | Soraya Haddad (ALG) P | 1 runda       |